# فاطمة ذياب
ولدت الكاتبة فاطمة ذياب، في طمرة الجليل عام 1951. وهي روائية تتميز بالشجاعة والجرأة الكتابية، وقامة ابداعية تحتل مكانة وموقعاً متقدماً على خريطة الأدب الروائي والقصصي في الداخل الفلسطيني.

## تعليمها
انهت دراستها الابتدائية في مدينتها وتلقت دراسة ثانوية في الناصرة.

## انجازاتها
مارست كتابة القصة في سن مبكرة، صدرت باكورة أعمالها رواية «رحلة في قطار الماضي» عام 1973. فازت مسرحيتها «سرك في بير» على جائزة مسرح بيت الكرمة عام 1978. حصلت على جائزة الابداع الأدبي.
حصلت على العديد من الشهادات التقديرية والتكريم. لها اهتمامات صحفية واسعة، وعالجت قضايا المرأة وهمومها من خلال زوايا أسبوعية ثابتة في صحيفة «الصنارة» وصحيفة «كل العرب»- عملت محررة في مجلة «ليلك». تمحور نشاطها الصحفي حول المرأة العربية.
ترجمت بعض نصوصها إلى لغات أخرى منها العبرية والإنجليزية. كتبت للاطفال الأناشيد والقصص ولوحات غنائية- تعلم الرسم بالارقام.

## مؤلفاتها
1. توبة نعامة، مجموعة قصص للأطفال، 1972.
2. رحلة في قطار الماضي، رواية، 1973.
3. علي الصياد، قصة للأطفال، 1982.
4. جرح في القلب، خواطر، 1983.
5. الخيال المجنون، مجموعة قصصية، 1983.
6. سرك في بير وممنوع التجول، مسرحيتان، 1987.
7. قضية نسائية، رواية، 1987.
8. جليد الأيام، مجموعة قصص وخواطر، 1995.
9. الخيط والطزيز، رواية، 1997.
10. جدار الذكريات، نصوص أدبية، 2000.
11. مدينة الريح، رواية.[1]